# Thylacocephala
Thylacocephala (лат., от θύλακος — «мешок» и κεφαλή — «голова») —  класс вымерших членистоногих, существовавший с кембрия по меловой период (513,0—93,9 млн лет назад).

## Признаки
Thylacocephala — членистоногие со щитообразным, суженным по бокам панцирем длиной от 15 до 250 мм, охватывавшим всё тело. Отсутствовали брюшные элементы, такие, как тельсон. Панцирь имел, как правило, овальную или яйцевидную форму, а в передней части имел рострум и смотровую щель; возможно, имелся задний рострум. Глаза были хорошо развиты, чаще всего сферической или каплевидной формы, у некоторых видов — гипертрофированные или на стебельках, состоявшие из многочисленных мелких омматидиев. На голове находились, вероятно, 5 пар конечностей, а на заднем теле — 8 или более пар, которые уменьшались в размере по направлению к заду.

## Систематика
Данный класс выделили Пинна и др. в 1982 году на основании вида Ostenia cypriformis. В публикации было приведено 5 диагностических признаков, но не было дано формальное определение класса.
С уверенностью можно говорить лишь о принадлежности Thylacocephala к членистоногим. Вопрос о родстве (внутри данного типа) с ракообразными, ввиду наличия внешнего панциря, до настоящего момента остаётся непрояснённым.

### Классификация
Шрам (1990) подразделяет представителей класса Thylacocephala на два отряда:
- Concavicarida Briggs & Rolfe, 1983, с нависающим над смотровой щелью рострумом;
- Conchyliocarida Secrétan, 1983, с плохо выраженной смотровой щелью, рострумом и глазами, которые находились на поверхности крупного, выступающего головного мешка.

Всего выделяют 21 род:
- Ainiktozoon
- Ankitokazocaris
- Atropicaris
- Austriocaris
- Clausocaris
- Concavicaris
- Convexicaris
- Coreocaris
- Dollocaris
- Harrycaris
- Kilianicaris
- Mayrocaris
- Microcaris
- Ostenocaris
- Paraostenia
- Protozoea
- Pseuderichthus
- Thylacocephalus
- Rugocaris
- Yangzicaris
- Zhenghecaris

Предположительно к этому же классу относились роды Isoxys и Tuzoia.